# 톤브리지 몰링

톤브리지 몰링의 위치

톤브리지 몰링(영어: Tonbridge and Malling)은 잉글랜드 켄트주에 위치한 비도시 자치구로 중심 도시는 웨스트몰링이며 인구는 124,426명(2014년 기준), 면적은 240.13km2이다.